# 藤原いくろう
藤原 いくろう（ふじわら いくろう、1958年 - ）は、日本のミュージシャン。神奈川県横浜市出身。マネージメント・レーベルはビーイング所属。

## 来歴
1976年、日本大学芸術学部音楽学科入学。在学中からアーティストへの楽曲提供、編曲家、キーボーディストとしての活動を始める。

## 人物
自身がプロデュースするシンフォニック・コンサートなどで指揮者としても活動がある。
山本正之からお金を借りると、仕事が舞い込むというジンクスがある。また、山本正之のコンサートなどで販売されるCD「ライヴ刊山本朝廷」には、毎回藤原いくろうとのトークが収録されている。いずれも山本正之ライブでの山本と藤原の会話による。
韓国ドラマ『冬のソナタ』のBGMは、藤原いくろうの「deep sea (winter sea)」に旋律が類似しているとの指摘がある。この件に関して作曲者パク・ジウォンは盗作を認めている。

## 代表作

### プロデュース
シンフォニック・コンサート
- 中森明菜（1998年）
- 姿月あさと（2001年）
- 岡本真夜（2001年）
- 森進一（2002年）
- YOSHIKI『YOSHIKIシンフォニックコンサート2002 with 東京シティ・フィルハーモニック管弦楽団 featuring VIOLET UK』（2002年）
- 今井美樹（2004年）
- ASKA（2005年・2008年・2018年）
- キリト（2006年）
- 岡本真夜（2006年）
- 平原綾香（2007年）
- 水木一郎（2009年）
- GARNET CROW（2010年）
- 倉木麻衣（2012年・2014年・2015年）
- BEYOOOOONDS（2023年・2024年）

アルバム
- 柏原芳恵
- 中森明菜
- ゆかな
- 横山智佐

シングル
- 中森明菜
- 柏原芳恵
- 阿里耶

ゲーム音楽
- プレイステーション2ゲーム「DOG OF BAY」
- ウィザードリィ外伝シリーズ全作品

### 作詞提供アーティスト
- 柏原芳恵

### 作編曲提供アーティスト
- 中森明菜
- 柏原芳恵
- 笹峯あい
- 少年隊
- 忍者
- 香西かおり
- 海援隊
- 倉木麻衣
- マルシア
- 刀根麻理子
- 間寛平
- 森口博子
- MASUMI
- 福山憲三
- 井上晴美
- 山本正之
- 高林優
- 笠原弘子
- 胡桃沢ひろ子
- 小野正利
- 佐藤学
- 峠恵子

　他多数

### コーラス参加アーティスト
- 山本正之

### アニメ・ゲーム
- DOG OF BAY（プレイステーション2 ゲーム）
- ドラえもん映画作品
- キテレツ大百科
- 天地無用!シリーズ
- カプリコン
- 神秘の世界エルハザード
- モルダイバー
- あずきちゃん
- 桃太郎伝説
- 楽勝!ハイパードール
- ウィザードリィ外伝シリーズ
- スーパービックリマン
- 組曲 遊遊記　－任天堂のファミコンADVゲーム「ふぁみこんむかし話 遊遊記」のアレンジサウンドトラック。編曲を担当。

### 映画・ドラマ
- 同じ月を見ている（2005年）
- 愛し君へ（2004年4月 - 7月、フジテレビ）
- カーテンコール（2005年）
- 69（2004年、東映）
- DRUG（2001年、映像2000）
- いのちのあさがお（2000年、東映）
- メール（2000年、東映）
- 土曜ワイド劇場（テレビ朝日）
- 画皮 あやかしの恋（2008年、中国映画）第28回香港電影金像奨で最優秀主題歌賞を受賞
- ヤッターマン（2009年、松竹）
- ニセ札（2009年、ビターズ・エンド）
- チャイニーズ・フェアリー・ストーリー（2011年、中国映画）
- デカ 黒川鈴木（2012年1月 - 3月、読売テレビ）
- 曹操（2012年 中国テレビドラマ） 2013年マカオテレビ祭で最優秀影視曲歌唱賞を受賞

### オーケストラカバー
- SYMPHONIC LUNA SEA -REBOOT-　東京フィルハーモニー交響楽団（2014年、日本コロムビア）－編曲・指揮。

### オリジナルCD
- 素敵な休日（Album）（2009年、テイチクエンタテインメント）過去に発売されたピアノ音源を3枚組みのアルバムとして再編したピアノソロアルバム。
- quatre saisons series『Scenario de la saison -automn-』（Album）（2013年、ビーイング）
- quatre saisons series『Scenario de la saison –hiver-』（Album）（2014年1月1日、ビーイング）
- quatre saisons series『Scénario de la saison -printemps-』（Album）（2014年7月2日、ビーイング）
- quatre saisons series『Scénario de la saison -été-』（Album）（2014年7月2日、ビーイング）
- Piano Anthology 〜melody of LUNA SEA〜（Cover Album）（2016年8月31日、ビーイング）

## 出演
- デカ 黒川鈴木 第12話（2012年3月22日、読売テレビ・日本テレビ） - 夏八木雅彦 役
- THE MUSIC DAY 音楽のちから（2014年7月12日、日本テレビ） - 宮城会場にて、倉木麻衣、玉置浩二などの指揮を担当